# Seuneubok Teupin
Seuneubok Teupin is een bestuurslaag in het regentschap Aceh Timur van de provincie Atjeh, Indonesië. Seuneubok Teupin telt 729 inwoners (volkstelling 2010).